# (39719) 1996 VF4
(39719) 1996 VF4 est un astéroïde de la ceinture principale d'astéroïdes découvert en 1996.

## Description
(39719) 1996 VF4 a été découvert le 8 novembre 1996 à la station de Xinglong, dans la province chinoise d'Hebei (Chine), par Beijing Schmidt CCD Asteroid Program.

### Caractéristiques orbitales
L'orbite de cet astéroïde est caractérisée par un demi-grand axe de 2,43 ua, un périhélie de 1,100 ua, une excentricité de 0,18 et une inclinaison de 1,64° par rapport à l'écliptique. Du fait de ces caractéristiques, à savoir un demi-grand axe compris entre 2 et 3,2 ua et un périhélie supérieur à 1,666 ua, il est classé, selon la JPL Small-Body Database, comme objet de la ceinture principale d'astéroïdes.

### Caractéristiques physiques
(39719) 1996 VF4 a une magnitude absolue (H) de 15,7 et un albédo estimé à 0,088.